# 용비 화탁씨
용비 화탁씨 (容妃 和卓氏, 1734년 10월 11일 ~ 1788년5월 24일)는 신장의 카슈가르 (지금의 카스 지역)에 거주하며, 청나라 회부 (지금의 위구르족 선민)의 수령 집안 출신으로, 후에 건륭제의 비로 입궁하였다. 중국 학자들에게 향비의 역사적 원형으로 알려져있다. 훠지잔(霍集占)의 아내 파티마와 동일인물이라고 보는 학자들도 있다.

## 생애

### 어린 시절
용비 본인에 대한 초기 기록은 드물다. 용비의 성은 화탁목이고, 화탁씨라고도 번역할 수 있다. 본명은 알려지지 않았다. 왕패환의 《청궁후비》라는 책에서는 그녀의 본명을 사목열 아이쯔무(买木热·艾孜木)라고 칭하면서도 구체적으로 왜 이것이 본명인지는 언급하지 않았다.
용비는 신장 회부의 종교귀족 화탁씨 출신이다. 그녀의 아버지는 엘리화탁씨 (위그르어 : ئەلى خوجام), 동생은 투르드화탁씨 (위그르어 : تۇردۇ خوجام)이다. 그녀는 이리 (위그르어 : غۇلجا)에서 태어났고, 이리에서 자랐다.
용비의 가문은 소화탁훠지잔(霍集占)의 가문 세대와 맞지 않았다. 건륭 24년 (1758년) 가을, 청나라 군대가 예얼강(葉爾强)을 공격하였다. 용비의 친동생 투르드와 또 다른 숙부 이누카이 등이 청군과 호흡을 맞췄다. 청나라 군대를 도와 대화탁발트니두(波罗尼都), 소화탁훠지잔(霍集占)이 점령한 반군과 싸웠다.

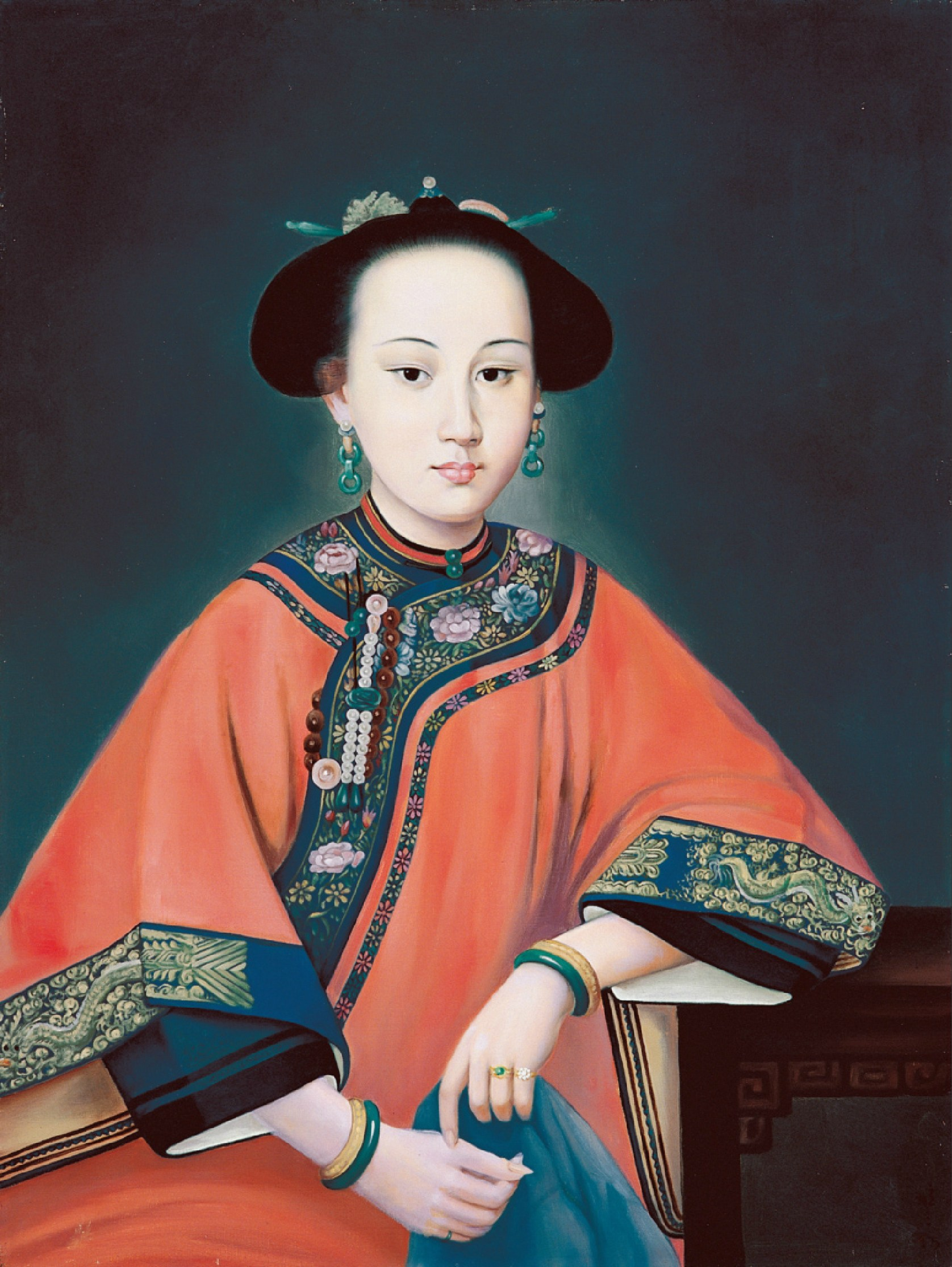
오랫동안 향비 초상으로 잘못 알려진 광동여자유화상 판본

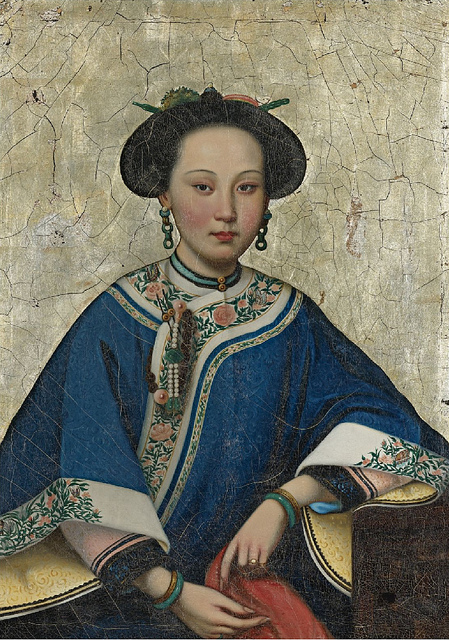
오랫동안 향비 초상으로 잘못 알려진 광동여자유화상 판본 2

한편, 투르드화탁씨의 친누나인 훠지잔의 아내 파티마 (위그르어 : فاتىمە)가 있는 것으로 나타났다. 파티마는 15살에 소화탁훠지잔과 결혼했다. 그리고 8년 후, 소화탁훠지잔을 따라 본관인 카슈가르로 돌아왔다. 《청대신장만문기록부회편》에 따르면 건륭 24년 9월 5일, 대화탁씨, 소화탁씨 두명이 탈주한 후, 변장군 조혜가 가족을 수색하여 대화탁 발트니두의 아내 엘라, 훠지잔의 아내 파티마, 그리고 대소화탁씨의 동족 가족 등을 찾아냈다고 한다. 조혜가 성지를 받들어 이 사람들은 북경으로 데려왔다. 문서에는 투르도화탁의 친누나 파티마가 훠지잔에게 소박을 맞은 아내라고 되어있다. 화탁씨 투르드화탁 등 대대로 원한때문에 파티마를 아내로 맞이한 훠지잔을 버리고 모욕했다. 훠지잔은 도주할 때 전 부인 파티마를 다른 사람에게 맡겨 돌보게 했다. 다른 자료에 따르면 용비에게는 최소 한 명의 언니, 한 명의 여동생이 있다.

### 입궁 초기
건륭 24년 (1759년) 9월, 투르트화탁의 친누나인 파티마는 대소화탁의 가족으로 베이징에서 풀려났다. 건륭 25년 1월 말에 상경하여 내무부로 보내졌다.
건륭 25년 (1760년) 2월 3일, 황후 나라씨 직속의 궁녀를 화귀인으로 봉해졌다. 초지흥은 귀인과 용비의 생일 같다는 점을 근거로 하여 《청사고》에 나오는 용비의 "입궁 초기, 귀인으로 불렸다."라는 기록을 더하여 동일인으로 인정하였다. 아흐메트 호가는 한발 더 나아가, 용비와 파티마를 동일인으로 지목했다.
- 《어제시집 2집》의 권84에 따르면, 고종은 건륭 24년에 쓴 시에서 서원보월루의 건조를 지적하였다. "남안혐장은 구축으로 직북 망영주에 임하게 되었다"고 한다. 시에는 또 한 줄의 소주가 있다: "영태는 모두 앞에서 보고 있지만, 오직 남쪽 해안은 전우가 없으므로 누각으로 배분한다." 따라서 보월루는 태액지(太額池) 남안의 허허를 싫어하여 고종(高宗)이 건축을 명한 것이지, 귀인(貴人)을 위한 것은 아니다.

### 궁중생활
건륭 26년 12월 (1762년), 숭경황태후의 의지를 받들어, 귀인 화탁씨를 용빈으로 진봉하였다. 그녀는 지위뿐만 아니라, 궁중 생활에서도 많은 사랑을 받았다. 예를 들어 건륭 27년 5월 10일, 건륭제는 원명원 복춘영송록춘비홍리유기장(높이 7척 5촌, 면폭 6척 3촌)을 용비에게 하사했다. 그해 5월 21일 신빈과 함께 책봉례를 거행했다.
- 《발용행분저서》에 따르면 건륭제 복귀인, 영상재는 용비와 마찬가지로 외선방 남방에서 양고기 반찬을 제공했다. 도광 2년에 회자(回子)였던 상삼기 포의 참가 내무부 수녀선발을 공식적으로 금지했지만, 건륭 25년 특별성지에서 회자좌령리의 12세 이상 여인을 불러들여 화귀인의 시녀로 삼았다. 회자인 복귀인, 영상재를 빈으로 추대할 기회가 많았음을 알 수 있다. 건륭 28년 10월 3일, 용빈의 궁녀 한명을 복상재, 10월 25일, 용빈의 궁녀 한명을 영상재로 봉했다.

건륭 30년 (1765년), 남순 때 같이 가서 용빈은 양주 · 소주 · 강녕 · 항저우를 거쳤다. 건륭 33년 (1768년) 6월 신유일, 숭경황태후의 의지를 받들어 용비로 진봉하였다. 건륭 36년 (1771년) 2월, 건륭제가 동순을 할 때 태산과, 곡부를 용비와 제비가 함께 거처하였다. 건륭 38년 9월 15일, 용비가 40세 생일에 은정상이이쌍환병 한 점과 구리절단사법랑조관이로 한 점 등을 하사하였다. 건륭 43년 7월, 용비는 건륭제를 따라 동순 성경으로 돌아갔고 8월 24일 저녁 식사 때 다른 수가빈들은 야생 돼지고기를 사 먹었고, 용비는 "노루고기 한 접시를 따로 주었다"고 한다. 용비나 복귀인 등 회부비빈의 궁중음식에는 회족 요리사가 따로 있었다.

### 별세

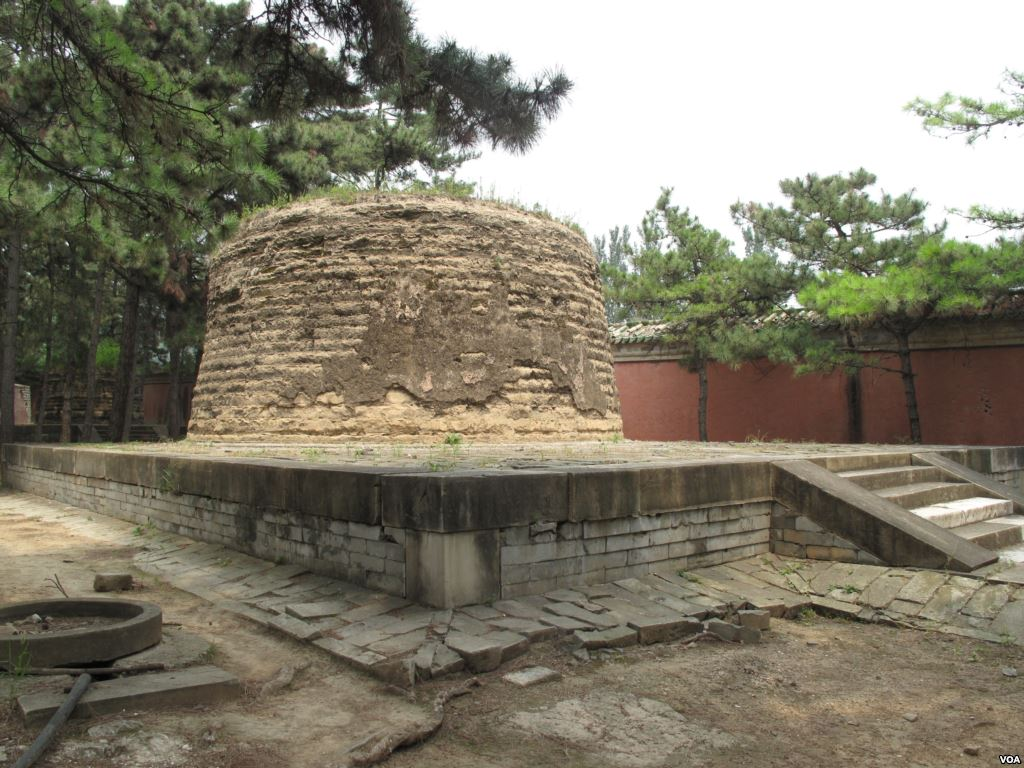
청동릉 유릉비원침에 있는 용비묘

용비는 건륭 53년 (1788년) 4월 19일, 병으로 55세의 나이로 사망하였다. 장지는 청동릉이다. 다음날 용비의 유물 일부가 다른 비빈과 공주, 친족 및 본궁 태감과 궁녀에게 하사되었다. 건륭제의 딸 고륜화효공주와 화석화각공주가 낳은 장녀가 가장 많은 상을 받았다. 그녀의 삼촌, 오빠, 새언니, 자매 및 그들의 자녀도 모두 하사품을 받았다.
청동릉 유릉비원침에 용비의 무덤이 있다. 서광원이 쓴 《청황릉지궁친탐기》에는 서기 1979년 10월 2일, 용비묘의 도굴구가 자연스레 무너져, 그 해 10월 6일 여러 학자와 함께 용비의 재궁에 들어가 확인하였더니, 용비관에 덧널이 없는 것을 발견했다고 기록돼 있다. 발굴했던 학자들은 내관이 도난당한 것이 아니라, 용비가 입관할 때, 내관이 없었던 것으로 보고있다. 종교적 신념과 관련이 있을 수 있지만 정설은 없다. 용비의 관 한가운데에는 "신의 이름으로····"라는 뜻의 아랍어 금문이 새겨져 있다. 용비의 재궁에서 수습된 일부 견직물에는 '강녕직조신성선(江寧職造臣成善)', '범장왕기(凡匠王奇)' 등의 글씨가 적혀 있었고, 재궁 안에서는 금동단추, 벽새진주 등의 부장품이 함께 들어있었다.

## 전설
민국 초창기에 성행했던 향비의 전설이 용비에게서 나왔다고 보는 사람들이 많다. 그러나 향비는 야사에서 나오는 성격과 출신 등이 용비와 전혀 달랐다. 사학자들은 "향비는 문학의 형상으로, 역사적 인물은 아니다." 라고 생각한다.
용비를 모델로 한 향비의 전설이 민국 초년에 가장 성행했다. 서로 다른 판본이 있지만, 기본적으로 모두 향비가 아름다우면서도 몸에서 향기가 난다는 것으로 묘사한다. 이것 말고도, 야사의 향비는 건륭제를 암살하는 행위를 했다. 야사는 20세기 중반이 되어서야 역사학자에 의해 완전히 반박되었다.

## 같이 보기
- 입팔분공